# بينغليانغ
بينغليانغ (بالصينية: 平凉市) هي مدينة من مدن الصين. يبلغ عدد سكانها 2068033 نسمة وذلك حسب إحصائيات سنة 2010. يبلغ ارتفاع المدينة عن سطح البحر قرابة 1398 متر. تبلغ مساحتها 11196.71 كم².

## المناخ
يظهر الجدول التالي التغييرات المناخية على مدار السنة لبينغليانغ:
| البيانات المناخية لـبينغليانغ               | البيانات المناخية لـبينغليانغ | البيانات المناخية لـبينغليانغ | البيانات المناخية لـبينغليانغ | البيانات المناخية لـبينغليانغ | البيانات المناخية لـبينغليانغ | البيانات المناخية لـبينغليانغ | البيانات المناخية لـبينغليانغ | البيانات المناخية لـبينغليانغ | البيانات المناخية لـبينغليانغ | البيانات المناخية لـبينغليانغ | البيانات المناخية لـبينغليانغ | البيانات المناخية لـبينغليانغ | البيانات المناخية لـبينغليانغ |
| الشهر                                       | يناير                         | فبراير                        | مارس                          | أبريل                         | مايو                          | يونيو                         | يوليو                         | أغسطس                         | سبتمبر                        | أكتوبر                        | نوفمبر                        | ديسمبر                        | المعدل السنوي                 |
| ------------------------------------------- | ----------------------------- | ----------------------------- | ----------------------------- | ----------------------------- | ----------------------------- | ----------------------------- | ----------------------------- | ----------------------------- | ----------------------------- | ----------------------------- | ----------------------------- | ----------------------------- | ----------------------------- |
| الدرجة القصوى °م (°ف)                       | 17.3 (63.1)                   | 23.4 (74.1)                   | 28.4 (83.1)                   | 32.6 (90.7)                   | 33.4 (92.1)                   | 35.9 (96.6)                   | 36.0 (96.8)                   | 35.0 (95.0)                   | 33.8 (92.8)                   | 27.8 (82.0)                   | 22.8 (73.0)                   | 17.9 (64.2)                   | 36.0 (96.8)                   |
| متوسط درجة الحرارة الكبرى °م (°ف)           | 2.1 (35.8)                    | 4.5 (40.1)                    | 10.0 (50.0)                   | 17.5 (63.5)                   | 22.0 (71.6)                   | 25.6 (78.1)                   | 27.2 (81.0)                   | 25.8 (78.4)                   | 20.7 (69.3)                   | 15.0 (59.0)                   | 8.9 (48.0)                    | 3.7 (38.7)                    | 15.3 (59.5)                   |
| المتوسط اليومي °م (°ف)                      | −4.6 (23.7)                   | −1.8 (28.8)                   | 3.7 (38.7)                    | 10.5 (50.9)                   | 15.2 (59.4)                   | 19.1 (66.4)                   | 21.1 (70.0)                   | 19.9 (67.8)                   | 14.8 (58.6)                   | 8.8 (47.8)                    | 2.3 (36.1)                    | −2.9 (26.8)                   | 8.8 (47.8)                    |
| متوسط درجة الحرارة الصغرى °م (°ف)           | −9.4 (15.1)                   | −6.4 (20.5)                   | −1.1 (30.0)                   | 4.4 (39.9)                    | 8.9 (48.0)                    | 12.8 (55.0)                   | 15.7 (60.3)                   | 15.1 (59.2)                   | 10.3 (50.5)                   | 4.2 (39.6)                    | −2.3 (27.9)                   | −7.5 (18.5)                   | 3.7 (38.7)                    |
| أدنى درجة حرارة °م (°ف)                     | −22.5 (−8.5)                  | −19.1 (−2.4)                  | −15.2 (4.6)                   | −8.8 (16.2)                   | −1.5 (29.3)                   | 4.3 (39.7)                    | 8.7 (47.7)                    | 5.5 (41.9)                    | −0.7 (30.7)                   | −7.9 (17.8)                   | −16.6 (2.1)                   | −24.3 (−11.7)                 | −24.3 (−11.7)                 |
| الهطول مم (إنش)                             | 3.0 (0.12)                    | 4.9 (0.19)                    | 14.4 (0.57)                   | 31.4 (1.24)                   | 45.6 (1.80)                   | 64.1 (2.52)                   | 109.2 (4.30)                  | 96.9 (3.81)                   | 61.5 (2.42)                   | 38.3 (1.51)                   | 10.3 (0.41)                   | 2.7 (0.11)                    | 482.3 (19)                    |
| متوسط أيام هطول الأمطار (≥ 0.1 mm)          | 3.6                           | 5.0                           | 6.7                           | 7.9                           | 9.6                           | 10.7                          | 12.4                          | 12.9                          | 11.5                          | 9.2                           | 4.6                           | 2.4                           | 96.5                          |
| متوسط الرطوبة النسبية (%)                   | 55                            | 56                            | 59                            | 56                            | 60                            | 64                            | 72                            | 75                            | 78                            | 74                            | 65                            | 57                            | 64                            |
| ساعات سطوع الشمس الشهرية                    | 192.8                         | 164.8                         | 177.5                         | 211.7                         | 237.8                         | 233.0                         | 229.8                         | 216.6                         | 168.7                         | 173.1                         | 180.0                         | 195.2                         | 2٬381                         |
| نسبة وصول أشعة الشمس                        | 62                            | 54                            | 48                            | 54                            | 55                            | 54                            | 52                            | 52                            | 46                            | 50                            | 58                            | 65                            | 54                            |
| المصدر: China Meteorological Administration |                               |                               |                               |                               |                               |                               |                               |                               |                               |                               |                               |                               |                               |

## وصلات خارجية
- الموقع الرسمي